# Liga dos Campeões da UEFA de 2012–13
A Liga dos Campeões da UEFA de 2012–13 foi a 58ª edição do principal torneio de clubes do futebol europeu. O Chelsea Football Club foi o último vencedor, e o primeiro campeão na história da liga a ser eliminado na fase de grupos. O regulamento da competição foi remodelado, e esta edição foi a primeira a promover sorteio nas semifinais. Foi implementada a fase primeira pré-eliminatória, com uma equipe classificada de cada país, sendo as Ilhas Faroé, Irlanda do Norte, Luxemburgo, San Marino, Malta e Andorra.
O Bayern de Munique, da Alemanha, que na temporada anterior foi vice-campeão, sagrou-se campeão ao vencer na final, disputada no Estádio de Wembley no dia 25 de maio de 2013, o também alemão Borussia Dortmund, conquistando assim o seu quinto título na competição.

## Distribuição de vagas e qualificação
| Pos. | Federação       | Coef.  | Times |
| ---- | --------------- | ------ | ----- |
| 1    | Inglaterra      | 85.785 | 4     |
| 2    | Espanha         | 82.329 | 4     |
| 3    | Alemanha        | 69.436 | 4     |
| 4    | Itália          | 60.552 | 3     |
| 5    | França          | 53.678 | 3     |
| 6    | Portugal        | 51.596 | 3     |
| 7    | Rússia          | 44.707 | 2     |
| 8    | Ucrânia         | 43.883 | 2     |
| 9    | Países Baixos   | 40.129 | 2     |
| 10   | Turquia         | 35.050 | 2     |
| 11   | Grécia          | 34.166 | 2     |
| 12   | Dinamarca       | 30.550 | 2     |
| 13   | Bélgica         | 27.000 | 2     |
| 14   | Roménia         | 25.824 | 2     |
| 15   | Escócia         | 25.141 | 2     |
| 16   | Suíça           | 24.900 | 1     |
| 17   | Israel          | 22.000 | 1     |
| 18   | República Checa | 20.850 | 1     |

| Pos. | Associação           | Coef.  | Times |
| ---- | -------------------- | ------ | ----- |
| 19   | Áustria              | 20.700 | 1     |
| 20   | Chipre               | 18.124 | 1     |
| 21   | Bulgária             | 17.875 | 1     |
| 22   | Croácia              | 16.124 | 1     |
| 23   | Bielorrússia         | 16.083 | 1     |
| 24   | Polónia              | 15.916 | 1     |
| 25   | Eslováquia           | 14.499 | 1     |
| 26   | Noruega              | 14.375 | 1     |
| 27   | Sérvia               | 14.250 | 1     |
| 28   | Suécia               | 14.125 | 1     |
| 29   | Bósnia e Herzegovina | 9.124  | 1     |
| 30   | Finlândia            | 8.966  | 1     |
| 31   | Irlanda              | 8.708  | 1     |
| 32   | Hungria              | 8.500  | 1     |
| 33   | Moldávia             | 7.749  | 1     |
| 34   | Lituânia             | 7.708  | 1     |
| 35   | Letónia              | 7.415  | 1     |
| 36   | Geórgia              | 6.957  | 1     |

| Pos. | Associação       | Coef. | Times |
| ---- | ---------------- | ----- | ----- |
| 37   | Azerbaijão       | 6.165 | 1     |
| 38   | Eslovénia        | 6.124 | 1     |
| 39   | Macedónia        | 5.207 | 1     |
| 40   | Islândia         | 4.957 | 1     |
| 41   | Cazaquistão      | 4.374 | 1     |
| 42   | Liechtenstein    | 4.000 | 0     |
| 43   | Montenegro       | 3.875 | 1     |
| 44   | Albânia          | 3.874 | 1     |
| 45   | Estónia          | 3.791 | 1     |
| 46   | País de Gales    | 2.790 | 1     |
| 47   | Arménia          | 2.583 | 1     |
| 48   | Malta            | 2.416 | 1     |
| 49   | Irlanda do Norte | 2.249 | 1     |
| 50   | Ilhas Faroé      | 1.416 | 1     |
| 51   | Luxemburgo       | 1.374 | 1     |
| 52   | Andorra          | 1.000 | 1     |
| 53   | San Marino       | 0.916 | 1     |

## Equipes
As equipes classificadas são:
| Fase de Grupos                | Fase de Grupos         | Fase de Grupos           | Fase de Grupos           |
| ----------------------------- | ---------------------- | ------------------------ | ------------------------ |
| Chelsea (CH)                  | Valencia (3º)          | Montpellier (1º)         | Ajax (1º)                |
| Manchester City (1º)          | Borussia Dortmund (1º) | Paris Saint-Germain (2º) | Galatasaray (1º)         |
| Manchester United (2º)        | Bayern de Munique (2º) | Porto (1º)               | Olympiakos (1º)          |
| Arsenal (3º)                  | Schalke 04 (3º)        | Benfica (2º)             | Nordsjælland (1º)        |
| Real Madrid (1º)              | Juventus (1º)          | Zenit (1º)               |                          |
| Barcelona (2º)                | Milan (2º)             | Shakhtar Donetsk (1º)    |                          |
| Play-offs de Qualificação     |                        |                          |                          |
| Campeões                      | Não-Campeões           | Não-Campeões             | Não-Campeões             |
|                               | Málaga (4º)            | Udinese (3º)             | Braga (3º)               |
| Borussia Mönchengladbach (4º) | Lille (3º)             | Spartak Moscou (2º)      |                          |
| 3ª pré-eliminatória           |                        |                          |                          |
| Campeões                      | Não-Campeões           | Não-Campeões             | Não-Campeões             |
| Anderlecht (1º)               | Dynamo Kyiv (2º)       | Panathinaikos (P-1º)     | Vaslui (2º)              |
| Cluj (1º)                     | Feyenoord (2º)         | Copenhagen (2º)          | Motherwell (3º)          |
| Celtic (1º)                   | Fenerbahçe (2º)        | Club Brugge (2º)         |                          |
| 2ª pré-eliminatória           |                        |                          |                          |
| Basel (1º)                    | Sląsk (1º)             | Debreceni (1º)           | KR (1º)                  |
| Hapoel Kiryat Shmona (1º)     | Žilina (1º)            | Sheriff (1º)             | Shakhter (1º)            |
| Liberec (1º)                  | Molde (1º)             | Ekranas (1º)             | Buducnost Podgorica (1º) |
| Salzburg (1º)                 | Partizan (1º)          | Ventspils (1º)           | Skenderbeu (1º)          |
| AEL (1º)                      | Helsingborg (1º)       | Zestafoni (1º)           | Flora (1º)               |
| Ludogorets (1º)               | Zeljezničar (1º)       | Neftçi (1º)              | TNS (1º)                 |
| Dínamo Zagreb (1º)            | HJK (1º)               | Maribor (1º)             | Ulisses (1º)             |
| BATE Borisov (1º)             | Shamrock Rovers (1º)   | Vardar (1º)              |                          |
| 1ª pré-eliminatória           |                        |                          |                          |
| Valletta (1º)                 | B36 (1º)               | Lusitans (1º)            |                          |
| Linfield (1º)                 | Dudelange (1º)         | Tre Penne (1º)           |                          |

- TH Vencedores da Liga dos Campeões da UEFA de 2012-13
- Escócia: Apesar de ter terminado em segundo lugar no Campeonato Escocês de 2011-12, o Rangers não ficou elegível para participar da Liga dos Campeões da UEFA de 2012–13 por ter falhado em sair de moratória a tempo de obter uma licença da UEFA, a não ser que pudesse apelar judicialmente com sucesso.[4] Consequentemente, Motherwell, terceiro colocado na liga escocesa, representará a Escócia no caminho de não-campeões na 3ª pré-eliminatória.

## Rodadas de Qualificação

### 1ª pré-eliminatória
O sorteio da primeira e segunda rodadas de qualificação foi realizado no dia 25 de junho de 2012. As partidas de ida foram realizadas em 3 de julho, e as partidas de volta foram realizadas em 10 de julho de 2012.
| Equipe 1  | Total       | Equipe 2  | 1.º jogo | 2.º jogo |
| --------- | ----------- | --------- | -------- | -------- |
| Dudelange | 11–0        | Tre Penne | 7–0      | 4–0      |
| Valletta  | 9–0         | Lusitans  | 8–0      | 1–0      |
| Linfield  | 0–0 (4–3 p) | B36       | 0–0      | 0–0      |

### 2ª pré-eliminatória
As partidas de ida foram realizadas em 17 e 18 de julho, e as partidas de volta foram realizadas em 24 e 25 de julho de 2012.
| Equipe 1            | Total      | Equipe 2            | 1.º jogo | 2.º jogo |
| ------------------- | ---------- | ------------------- | -------- | -------- |
| Skënderbeu          | 1–3        | Debrecen            | 1–0      | 0–3      |
| Maribor             | 6–2        | Željezničar         | 4–1      | 2–1      |
| Žilina              | 1–2        | Ironi Kiryat Shmona | 1–0      | 0–2      |
| BATE Borisov        | 3–2        | Vardar              | 3–2      | 0–0      |
| AEL                 | 3–0        | Linfield            | 3–0      | 0–0      |
| Shamrock Rovers     | 1–2        | Ekranas             | 0–0      | 1–2      |
| Flora               | 0–5        | Basel               | 0–2      | 0–3      |
| TNS                 | 0–3        | Helsingborg         | 0–0      | 0–3      |
| HJK                 | 9–1        | KR                  | 7–0      | 2–1      |
| Molde               | 4–1        | Ventspils           | 3–0      | 1–1      |
| Dudelange           | 4–4 (g.f.) | Salzburg            | 1–0      | 3–4      |
| Liberec             | 2–1 (pro)  | Shakhter            | 1–0      | 1–1      |
| Ludogorets          | 3–4        | Dínamo Zagreb       | 1–1      | 2–3      |
| Neftçi              | 5–2        | Zestafoni           | 3–0      | 2–2      |
| Ulisses             | 0–2        | Sheriff             | 0–1      | 0–1      |
| Valletta            | 2–7        | Partizan            | 1–4      | 1–3      |
| Budućnost Podgorica | 1–2        | Śląsk               | 0–2      | 1–0      |

### 3ª pré-eliminatória
A terceira pré-eliminatória será separada em duas seções: uma de campeões, e outra de não campeões. As equipes perdedoras em ambas as seções entrarão na rodada de play-off da Liga Europa UEFA de 2012-13.
O sorteio da terceira rodada de qualificação foi realizado no dia 20 de julho de 2012. As partidas de ida serão realizadas em 31 de julho e 1 de agosto e as partidas de volta serão realizadas em 7 e 8 de agosto de 2012.
| Equipe 1                 | Total                | Equipe 2             | 1.º jogo             | 2.º jogo             |                      |
| Caminho dos Campeões     | Caminho dos Campeões | Caminho dos Campeões | Caminho dos Campeões | Caminho dos Campeões | Caminho dos Campeões |
| ------------------------ | -------------------- | -------------------- | -------------------- | -------------------- | -------------------- |
| Maribor                  | 5–1                  | Dudelange            | 4–1                  | 1–0                  |                      |
| BATE Borisov             | 3–1                  | Debrecen             | 1–1                  | 2–0                  |                      |
| Cluj                     | 3–1                  | Liberec              | 1–0                  | 2–1                  |                      |
| Anderlecht               | 11–0                 | Ekranas              | 5–0                  | 6–0                  |                      |
| Śląsk                    | 1–6                  | Helsingborg          | 0–3                  | 1–3                  |                      |
| Sheriff                  | 3-4                  | Dínamo Zagreb        | 0-4                  | 3-0                  |                      |
| Celtic                   | 4–1                  | HJK                  | 2–1                  | 2–0                  |                      |
| Molde                    | 1–2                  | Basel                | 0–1                  | 1–1                  |                      |
| Ironi Kiryat Shmona      | 6–2                  | Neftçi               | 4–0                  | 2–2                  |                      |
| AEL                      | 2–1                  | Partizan             | 1–0                  | 1–0                  |                      |
| Caminho dos não-campeões |                      |                      |                      |                      |                      |
| Fenerbahçe               | 5–2                  | Vaslui               | 1–1                  | 4–1                  |                      |
| Motherwell               | 0–5                  | Panathinaikos        | 0–2                  | 0–3                  |                      |
| Copenhagen               | 3–2                  | Club Brugge          | 0–0                  | 3–2                  |                      |
| Dynamo Kyiv              | 3–1                  | Feyenoord            | 2–1                  | 1–0                  |                      |

### Rodada deplay-off
A rodada de play-off será separada em duas seções: uma de campeões, e outra de não campeões. As equipes perdedoras em ambas as seções entrarão na fase de grupos da Liga Europa UEFA de 2012-13.
O sorteio da rodada de play-off foi realizado no dia 10 de agosto de 2012.
As partidas de ida serão realizadas em 21 e 22 de agosto e as partidas de volta serão realizadas em 28 e 29 de agosto de 2012.
| Equipe 1                 | Total                | Equipe 2             | 1.º jogo             | 2.º jogo             |                      |
| Caminho dos Campeões     | Caminho dos Campeões | Caminho dos Campeões | Caminho dos Campeões | Caminho dos Campeões | Caminho dos Campeões |
| ------------------------ | -------------------- | -------------------- | -------------------- | -------------------- | -------------------- |
| Basel                    | 1–3                  | Cluj                 | 1–2                  | 0–1                  |                      |
| Helsingborg              | 0–4                  | Celtic               | 0–2                  | 0–2                  |                      |
| BATE Borisov             | 3–1                  | Ironi Kiryat Shmona  | 2–0                  | 1–1                  |                      |
| AEL                      | 2–3                  | Anderlecht           | 2–1                  | 0–2                  |                      |
| Dínamo Zagreb            | 3–1                  | Maribor              | 2–1                  | 1–0                  |                      |
| Caminho dos não-campeões |                      |                      |                      |                      |                      |
| Braga                    | 2–2 (5–4 p)          | Udinese              | 1–1                  | 1–1                  |                      |
| Spartak Moscou           | 3–2                  | Fenerbahçe           | 2–1                  | 1–1                  |                      |
| Málaga                   | 2–0                  | Panathinaikos        | 2–0                  | 0–0                  |                      |
| Borussia Mönchengladbach | 3–4                  | Dynamo Kyiv          | 1–3                  | 2–1                  |                      |
| Lille                    | 2–1 (pro)            | Copenhagen           | 0–1                  | 2–0                  |                      |

## Fase de grupos
As equipes apuradas para a fase de grupos foram divididas em 4 potes, de acordo com os seus coeficientes na UEFA (exceto o detentor do título, Chelsea, que é automaticamente inserido no Pote 1) e formaram oito grupos de quatro equipes com jogos de ida e volta, onde se classificam os dois primeiros colocados de cada grupo para as oitavas de final. Os oito terceiros colocados classificam-se para fase de 16-avos de final da Liga Europa 2012-13. O sorteio ocorreu em 30 de agosto de 2012 em Mônaco.

Se duas ou mais equipes terminarem iguais em pontos no final dos jogos do grupo, os seguintes critérios serão aplicados para determinar o ranking (em ordem decrescente):
1. maior número de pontos obtidos nos jogos entre as equipes em questão;
2. saldo de gols superior dos jogos disputados entre as equipes em questão;
3. maior número de gols marcados nos jogos disputados entre as equipes em questão;
4. maior número de gols marcados fora de casa nos jogos disputados entre as equipes em questão;
5. se, após a aplicação dos critérios de 1) a 4) para várias equipes, duas equipes ainda têm um ranking igual, os critérios de 1) a 4) serão reaplicados para determinar o ranking destas equipes;
6. saldo de gols de todos os jogos disputados no grupo;
7. maior número de gols marcados em todos os jogos disputados no grupo;
8. maior número de pontos acumulados pelo clube em questão, bem como a sua associação, ao longo das últimas cinco temporadas.

| Pote 1 | Pote 2 | Pote 3 | Pote 4 |
| --- | --- | --- | --- |
| - Chelsea (Detentor do título) - Barcelona - Manchester United - Bayern de Munique - Real Madrid - Arsenal - Porto - Milan | - Valencia - Benfica - Shakhtar Donetsk - Zenit - Schalke 04 - Manchester City - Sporting de Braga * - Dínamo de Kiev * | - Olympiacos - Ajax - Anderlecht * - Juventus - Spartak Moscou * - Paris Saint-Germain - Lille * - Galatasaray | - Celtic * - Borussia Dortmund - BATE Borisov * - Dínamo Zagreb * - Cluj * - Málaga * - Montpellier - Nordsjælland |

(*) Clubes Classificados nos play-off

### Grupo A
| Pos | Equipe              | Pts | J | V | E | D | GP | GC | SG  |                                  |  | PSG | POR | DK  | DZ  |
| --- | ------------------- | --- | - | - | - | - | -- | -- | --- | -------------------------------- |  | --- | --- | --- | --- |
| 1   | Paris Saint-Germain | 15  | 6 | 5 | 0 | 1 | 14 | 3  | +11 | Classificado às oitavas de final |  | —   | 2–1 | 4–1 | 4–0 |
| 2   | Porto               | 13  | 6 | 4 | 1 | 1 | 10 | 4  | +6  | Classificado às oitavas de final |  | 1–0 | —   | 3–2 | 3–0 |
| 3   | Dínamo de Kiev      | 5   | 6 | 1 | 2 | 3 | 6  | 10 | −4  | Transferido para Liga Europa     |  | 0–2 | 0–0 | —   | 2–0 |
| 4   | Dínamo Zagreb       | 1   | 6 | 0 | 1 | 5 | 1  | 14 | −13 | Eliminado                        |  | 0–2 | 0–2 | 1–1 | —   |

### Grupo B
| Pos | Equipe      | Pts | J | V | E | D | GP | GC | SG |                                  |  | SCH | ARS | OLY | MH  |
| --- | ----------- | --- | - | - | - | - | -- | -- | -- | -------------------------------- |  | --- | --- | --- | --- |
| 1   | Schalke 04  | 12  | 6 | 3 | 3 | 0 | 10 | 6  | +4 | Classificado às oitavas de final |  | —   | 2–2 | 1–0 | 2–2 |
| 2   | Arsenal     | 10  | 6 | 3 | 1 | 2 | 10 | 8  | +2 | Classificado às oitavas de final |  | 0–2 | —   | 3–1 | 2–0 |
| 3   | Olympiacos  | 9   | 6 | 3 | 0 | 3 | 9  | 9  | 0  | Transferido para Liga Europa     |  | 1–2 | 2–1 | —   | 3–1 |
| 4   | Montpellier | 2   | 6 | 0 | 2 | 4 | 6  | 12 | −6 | Eliminado                        |  | 1–1 | 1–2 | 1–2 | —   |

### Grupo C
| Pos | Equipe     | Pts | J | V | E | D | GP | GC | SG |                                  |  | MAL | ACM | ZEN | AND |
| --- | ---------- | --- | - | - | - | - | -- | -- | -- | -------------------------------- |  | --- | --- | --- | --- |
| 1   | Málaga     | 12  | 6 | 3 | 3 | 0 | 12 | 5  | +7 | Classificado às oitavas de final |  | —   | 1–0 | 3–0 | 2–2 |
| 2   | Milan      | 8   | 6 | 2 | 2 | 2 | 7  | 6  | +1 | Classificado às oitavas de final |  | 1–1 | —   | 0–1 | 0–0 |
| 3   | Zenit      | 7   | 6 | 2 | 1 | 3 | 6  | 9  | −3 | Transferido para Liga Europa     |  | 2–2 | 2–3 | —   | 1–0 |
| 4   | Anderlecht | 5   | 6 | 1 | 2 | 3 | 4  | 9  | −5 | Eliminado                        |  | 0–3 | 1–3 | 1–0 | —   |

### Grupo D
| Pos | Equipe            | Pts | J | V | E | D | GP | GC | SG |                                  |  | BVB | RM  | AJX | MC  |
| --- | ----------------- | --- | - | - | - | - | -- | -- | -- | -------------------------------- |  | --- | --- | --- | --- |
| 1   | Borussia Dortmund | 14  | 6 | 4 | 2 | 0 | 11 | 5  | +6 | Classificado às oitavas de final |  | —   | 2–1 | 1–0 | 1–0 |
| 2   | Real Madrid       | 11  | 6 | 3 | 2 | 1 | 15 | 9  | +6 | Classificado às oitavas de final |  | 2–2 | —   | 4–1 | 3–2 |
| 3   | Ajax              | 4   | 6 | 1 | 1 | 4 | 8  | 16 | −8 | Transferido para Liga Europa     |  | 1–4 | 1–4 | —   | 3–1 |
| 4   | Manchester City   | 3   | 6 | 0 | 3 | 3 | 7  | 11 | −4 | Eliminado                        |  | 1–1 | 1–1 | 2–2 | —   |

### Grupo E
| Pos | Equipe           | Pts | J | V | E | D | GP | GC | SG  |                                  |  | JUV | SHK | CHL | FCN |
| --- | ---------------- | --- | - | - | - | - | -- | -- | --- | -------------------------------- |  | --- | --- | --- | --- |
| 1   | Juventus         | 12  | 6 | 3 | 3 | 0 | 12 | 4  | +8  | Classificado às oitavas de final |  | —   | 1–1 | 3–0 | 4–0 |
| 2   | Shakhtar Donetsk | 10  | 6 | 3 | 1 | 2 | 12 | 8  | +4  | Classificado às oitavas de final |  | 0–1 | —   | 2–1 | 2–0 |
| 3   | Chelsea          | 10  | 6 | 3 | 1 | 2 | 16 | 10 | +6  | Transferido para Liga Europa     |  | 2–2 | 3–2 | —   | 6–1 |
| 4   | Nordsjælland     | 1   | 6 | 0 | 1 | 5 | 4  | 22 | −18 | Eliminado                        |  | 1–1 | 2–5 | 0–4 | —   |

1. 1 2  O Shakhtar Donetsk está classificado à frente do Chelsea no confronto direto com gols fora de casa

### Grupo F
| Pos | Equipe            | Pts | J | V | E | D | GP | GC | SG |                                  |  | BAY | VAL | BTE | LIL |
| --- | ----------------- | --- | - | - | - | - | -- | -- | -- | -------------------------------- |  | --- | --- | --- | --- |
| 1   | Bayern de Munique | 13  | 6 | 4 | 1 | 1 | 15 | 7  | +8 | Classificado às oitavas de final |  | —   | 2–1 | 4–1 | 6–1 |
| 2   | Valencia          | 13  | 6 | 4 | 1 | 1 | 12 | 5  | +7 | Classificado às oitavas de final |  | 1–1 | —   | 4–2 | 2–0 |
| 3   | BATE Borisov      | 6   | 6 | 2 | 0 | 4 | 9  | 15 | −6 | Transferido para Liga Europa     |  | 3–1 | 0–3 | —   | 0–2 |
| 4   | Lille             | 3   | 6 | 1 | 0 | 5 | 4  | 13 | −9 | Eliminado                        |  | 0–1 | 0–1 | 1–3 | —   |

### Grupo G
| Pos | Equipe         | Pts | J | V | E | D | GP | GC | SG |                                  |  | BAR | CEL | SLB | SPM |
| --- | -------------- | --- | - | - | - | - | -- | -- | -- | -------------------------------- |  | --- | --- | --- | --- |
| 1   | Barcelona      | 13  | 6 | 4 | 1 | 1 | 11 | 5  | +6 | Classificado às oitavas de final |  | —   | 2–1 | 0–0 | 3–2 |
| 2   | Celtic         | 10  | 6 | 3 | 1 | 2 | 9  | 8  | +1 | Classificado às oitavas de final |  | 2–1 | —   | 0–0 | 2–1 |
| 3   | Benfica        | 8   | 6 | 2 | 2 | 2 | 5  | 5  | 0  | Transferido para Liga Europa     |  | 0–2 | 2–1 | —   | 2–0 |
| 4   | Spartak Moscou | 3   | 6 | 1 | 0 | 5 | 7  | 14 | −7 | Eliminado                        |  | 0–3 | 2–3 | 2–1 | —   |

### Grupo H
| Pos | Equipe            | Pts | J | V | E | D | GP | GC | SG |                                  |  | MU  | GAL | CFR | SCB |
| --- | ----------------- | --- | - | - | - | - | -- | -- | -- | -------------------------------- |  | --- | --- | --- | --- |
| 1   | Manchester United | 12  | 6 | 4 | 0 | 2 | 9  | 6  | +3 | Classificado às oitavas de final |  | —   | 1–0 | 0–1 | 3–2 |
| 2   | Galatasaray       | 10  | 6 | 3 | 1 | 2 | 7  | 6  | +1 | Classificado às oitavas de final |  | 1–0 | —   | 1–1 | 0–2 |
| 3   | Cluj              | 10  | 6 | 3 | 1 | 2 | 9  | 7  | +2 | Transferido para Liga Europa     |  | 1–2 | 1–3 | —   | 3–1 |
| 4   | Sporting de Braga | 3   | 6 | 1 | 0 | 5 | 7  | 13 | −6 | Eliminado                        |  | 1–3 | 1–2 | 0–2 | —   |

## Fases finais
Nas fases finais, as equipes classificadas jogam em partidas eliminatórias de ida e volta, exceto no jogo final.

### Equipes classificadas
| Chave de cores                                |
| --------------------------------------------- |
| Cabeças de série para as oitavas de final     |
| Não cabeças de série para as oitavas de final |

| Grupo | Vencedores          | Vices            |
| ----- | ------------------- | ---------------- |
| A     | Paris Saint-Germain | Porto            |
| B     | Schalke 04          | Arsenal          |
| C     | Málaga              | Milan            |
| D     | Borussia Dortmund   | Real Madrid      |
| E     | Juventus            | Shakhtar Donetsk |
| F     | Bayern de Munique   | Valencia         |
| G     | Barcelona           | Celtic           |
| H     | Manchester United   | Galatasaray      |

### Esquema
|  | Oitavas de final              | Oitavas de final              | Oitavas de final              | Oitavas de final              |   |                     | Quartas de final         | Quartas de final         | Quartas de final         | Quartas de final         |  |                   | Semifinais              | Semifinais              | Semifinais              | Semifinais              |                   |   | Final      | Final      |
|  | 12 de fevereiro a 13 de março | 12 de fevereiro a 13 de março | 12 de fevereiro a 13 de março | 12 de fevereiro a 13 de março |   |                     | 2 de abril a 10 de abril | 2 de abril a 10 de abril | 2 de abril a 10 de abril | 2 de abril a 10 de abril |  |                   | 23 de abril a 1 de maio | 23 de abril a 1 de maio | 23 de abril a 1 de maio | 23 de abril a 1 de maio |                   |   | 25 de maio | 25 de maio |
|  |                               |                               |                               |                               |   |                     |                          |                          |                          |                          |  |                   |                         |                         |                         |                         |                   |   |            |            |
|  | Arsenal                       | 1                             | 2                             | 3                             |   |                     |                          |                          |                          |                          |  |                   |                         |                         |                         |                         |                   |   |            |            |
|  | Bayern de Munique (gf)        | 3                             | 0                             | 3                             |   |                     |                          |                          |                          |                          |  |                   |                         |                         |                         |                         |                   |   |            |            |
|  | Bayern de Munique (gf)        | 3                             | 0                             | 3                             |   | Bayern de Munique   | 2                        | 2                        | 4                        |                          |  |                   |                         |                         |                         |                         |                   |   |            |            |
|  |                               |                               |                               |                               |   | Bayern de Munique   | 2                        | 2                        | 4                        |                          |  |                   |                         |                         |                         |                         |                   |   |            |            |
|  |                               | Juventus                      | 0                             | 0                             | 0 |                     |                          |                          |                          |                          |  |                   |                         |                         |                         |                         |                   |   |            |            |
|  | Celtic                        | Juventus                      | 0                             | 0                             | 0 | 0                   | 0                        | 0                        |                          |                          |  |                   |                         |                         |                         |                         |                   |   |            |            |
|  | Celtic                        |                               |                               |                               |   | 0                   | 0                        | 0                        |                          |                          |  |                   |                         |                         |                         |                         |                   |   |            |            |
|  | Juventus                      | 3                             | 2                             | 5                             |   |                     |                          |                          |                          |                          |  |                   |                         |                         |                         |                         |                   |   |            |            |
|  | Juventus                      | 3                             | 2                             | 5                             |   |                     |                          |                          |                          |                          |  | Bayern de Munique | 4                       | 3                       | 7                       |                         |                   |   |            |            |
|  |                               |                               |                               |                               |   |                     |                          |                          |                          |                          |  | Bayern de Munique | 4                       | 3                       | 7                       |                         |                   |   |            |            |
|  |                               | Barcelona                     | 0                             | 0                             | 0 |                     |                          |                          |                          |                          |  |                   |                         |                         |                         |                         |                   |   |            |            |
|  | Valencia                      | Barcelona                     | 0                             | 0                             | 0 | 1                   | 1                        | 2                        |                          |                          |  |                   |                         |                         |                         |                         |                   |   |            |            |
|  | Valencia                      |                               |                               |                               |   | 1                   | 1                        | 2                        |                          |                          |  |                   |                         |                         |                         |                         |                   |   |            |            |
|  | Paris Saint-Germain           | 2                             | 1                             | 3                             |   |                     |                          |                          |                          |                          |  |                   |                         |                         |                         |                         |                   |   |            |            |
|  | Paris Saint-Germain           | 2                             | 1                             | 3                             |   | Paris Saint-Germain | 2                        | 1                        | 3                        |                          |  |                   |                         |                         |                         |                         |                   |   |            |            |
|  |                               |                               |                               |                               |   | Paris Saint-Germain | 2                        | 1                        | 3                        |                          |  |                   |                         |                         |                         |                         |                   |   |            |            |
|  |                               | Barcelona (gf)                | 2                             | 1                             | 3 |                     |                          |                          |                          |                          |  |                   |                         |                         |                         |                         |                   |   |            |            |
|  | Milan                         | Barcelona (gf)                | 2                             | 1                             | 3 | 2                   | 0                        | 2                        |                          |                          |  |                   |                         |                         |                         |                         |                   |   |            |            |
|  | Milan                         |                               |                               |                               |   | 2                   | 0                        | 2                        |                          |                          |  |                   |                         |                         |                         |                         |                   |   |            |            |
|  | Barcelona                     | 0                             | 4                             | 4                             |   |                     |                          |                          |                          |                          |  |                   |                         |                         |                         |                         |                   |   |            |            |
|  | Barcelona                     | 0                             | 4                             | 4                             |   |                     |                          |                          |                          |                          |  |                   |                         |                         |                         |                         | Bayern de Munique | 2 |            |            |
|  |                               |                               |                               |                               |   |                     |                          |                          |                          |                          |  |                   |                         |                         |                         |                         |                   | 2 |            |            |
|  |                               | Borussia Dortmund             | 1                             |                               |   |                     |                          |                          |                          |                          |  |                   |                         |                         |                         |                         |                   |   |            |            |
|  | Porto                         | Borussia Dortmund             | 1                             | 1                             | 0 | 1                   |                          |                          |                          |                          |  |                   |                         |                         |                         |                         |                   |   |            |            |
|  | Porto                         |                               |                               | 1                             | 0 | 1                   |                          |                          |                          |                          |  |                   |                         |                         |                         |                         |                   |   |            |            |
|  | Málaga                        | 0                             | 2                             | 2                             |   |                     |                          |                          |                          |                          |  |                   |                         |                         |                         |                         |                   |   |            |            |
|  | Málaga                        | 0                             | 2                             | 2                             |   | Málaga              | 0                        | 2                        | 2                        |                          |  |                   |                         |                         |                         |                         |                   |   |            |            |
|  |                               |                               |                               |                               |   | Málaga              | 0                        | 2                        | 2                        |                          |  |                   |                         |                         |                         |                         |                   |   |            |            |
|  |                               | Borussia Dortmund             | 0                             | 3                             | 3 |                     |                          |                          |                          |                          |  |                   |                         |                         |                         |                         |                   |   |            |            |
|  | Shakhtar Donetsk              | Borussia Dortmund             | 0                             | 3                             | 3 | 2                   | 0                        | 2                        |                          |                          |  |                   |                         |                         |                         |                         |                   |   |            |            |
|  | Shakhtar Donetsk              |                               |                               |                               |   | 2                   | 0                        | 2                        |                          |                          |  |                   |                         |                         |                         |                         |                   |   |            |            |
|  | Borussia Dortmund             | 2                             | 3                             | 5                             |   |                     |                          |                          |                          |                          |  |                   |                         |                         |                         |                         |                   |   |            |            |
|  | Borussia Dortmund             | 2                             | 3                             | 5                             |   |                     |                          |                          |                          |                          |  | Borussia Dortmund | 4                       | 0                       | 4                       |                         |                   |   |            |            |
|  |                               |                               |                               |                               |   |                     |                          |                          |                          |                          |  | Borussia Dortmund | 4                       | 0                       | 4                       |                         |                   |   |            |            |
|  |                               | Real Madrid                   | 1                             | 2                             | 3 |                     |                          |                          |                          |                          |  |                   |                         |                         |                         |                         |                   |   |            |            |
|  | Real Madrid                   | Real Madrid                   | 1                             | 2                             | 3 | 1                   | 2                        | 3                        |                          |                          |  |                   |                         |                         |                         |                         |                   |   |            |            |
|  | Real Madrid                   |                               |                               |                               |   | 1                   | 2                        | 3                        |                          |                          |  |                   |                         |                         |                         |                         |                   |   |            |            |
|  | Manchester United             | 1                             | 1                             | 2                             |   |                     |                          |                          |                          |                          |  |                   |                         |                         |                         |                         |                   |   |            |            |
|  | Manchester United             | 1                             | 1                             | 2                             |   | Real Madrid         | 3                        | 2                        | 5                        |                          |  |                   |                         |                         |                         |                         |                   |   |            |            |
|  |                               |                               |                               |                               |   | Real Madrid         | 3                        | 2                        | 5                        |                          |  |                   |                         |                         |                         |                         |                   |   |            |            |
|  |                               | Galatasaray                   | 0                             | 3                             | 3 |                     |                          |                          |                          |                          |  |                   |                         |                         |                         |                         |                   |   |            |            |
|  | Galatasaray                   | Galatasaray                   | 0                             | 3                             | 3 | 1                   | 3                        | 4                        |                          |                          |  |                   |                         |                         |                         |                         |                   |   |            |            |
|  | Galatasaray                   |                               |                               |                               |   | 1                   | 3                        | 4                        |                          |                          |  |                   |                         |                         |                         |                         |                   |   |            |            |
|  | Schalke 04                    | 1                             | 2                             | 3                             |   |                     |                          |                          |                          |                          |  |                   |                         |                         |                         |                         |                   |   |            |            |

### Oitavas de final
O sorteio para os jogos das oitavas de final foi realizado no dia 20 de Dezembro de 2012. A primeira ronda foi realizada nos dias 12, 13, 19 e 20 de fevereiro, e a segunda ronda foi realizada nos dias 5, 6, 12 e 13 de março de 2013.
| Equipe 1         | Total    | Equipe 2            | 1.º jogo | 2.º jogo |
| ---------------- | -------- | ------------------- | -------- | -------- |
| Galatasaray      | 4–3      | Schalke 04          | 1–1      | 3–2      |
| Celtic           | 0–5      | Juventus            | 0–3      | 0–2      |
| Arsenal          | 3–3 (gf) | Bayern de Munique   | 1–3      | 2–0      |
| Shakhtar Donetsk | 2–5      | Borussia Dortmund   | 2–2      | 0–3      |
| Milan            | 2–4      | Barcelona           | 2–0      | 0–4      |
| Real Madrid      | 3–2      | Manchester United   | 1–1      | 2–1      |
| Valencia         | 2–3      | Paris Saint-Germain | 1–2      | 1–1      |
| Porto            | 1–2      | Málaga              | 1–0      | 0–2      |

### Quartas de final
O sorteio para as quartas de final foi realizado no dia 15 de março de 2013. A primeira ronda foi realizada nos dias 2 e 3 de Abril, e a segunda ronda foi realizada nos dias 9 e 10 de abril de 2013.
Time classificados
| Equipe 1            | Total    | Equipe 2          | 1.º jogo | 2.º jogo |
| ------------------- | -------- | ----------------- | -------- | -------- |
| Málaga              | 2–3      | Borussia Dortmund | 0–0      | 2–3      |
| Real Madrid         | 5–3      | Galatasaray       | 3–0      | 2–3      |
| Paris Saint-Germain | 3–3 (gf) | Barcelona         | 2–2      | 1–1      |
| Bayern de Munique   | 4–0      | Juventus          | 2–0      | 2–0      |

### Semifinais
O sorteio para esta fase ocorreu em 12 de abril de 2013. A primeira ronda está prevista para os dias 23 e 24 de abril de 2013, e a segunda ronda está prevista para os dias 30 de abril e 1 de maio de 2013.
| Equipe 1          | Total | Equipe 2    | 1.º jogo | 2.º jogo |
| ----------------- | ----- | ----------- | -------- | -------- |
| Bayern de Munique | 7–0   | Barcelona   | 4–0      | 3–0      |
| Borussia Dortmund | 4–3   | Real Madrid | 4–1      | 0–2      |

### Final
| 25 de maio de 2013 | Borussia Dortmund  | 1 – 2     | Bayern de Munique          | Estádio de Wembley, Londres                 |
| 20:45              | Gündoğan 67' (pen) | Relatório | Mandžukić 60' · Robben 89' | Público: 86 288 Árbitro: ITA Nicola Rizzoli |

## Premiação
| Liga dos Campeões da UEFA de 2012–13  |
| Alemanha                              |
| ------------------------------------- |
| Bayern de Munique Campeão (5º título) |

## Estatísticas
Gols e assistências contabilizados a partir da fase de grupos, excluindo as rodadas de qualificação.

Atualizado após a final, em 25 de maio de 2013.